# Tom Bilde
Tom Bilde er født den 16. oktober 1959 i Grenaa og har været medlem af Lars Lilholt Band siden 1990, indtil 2018, da han blev ansat som bassist i stedet for bandets manager Tommy Kejser.

## Barndom
Fra han var 9-15 år, lærte han sig at spille på en hel del instrumenter både banjo – guitar og trækbasun. Allerede som 11-årig spillede han i et rigtigt band, The Ohio. Men de 3 andre var 5-7 år ældre end Tom, så han faldt meget hurtigt ud. I stedet dannede Tom et nyt band sammen med nogle jævnaldrende kammerater. De kaldte sig Heyday, musikken var inspireret af nogle af datidens store rocknavne Slade,Deep Purple,Van Halen m.fl. Som 15-årig fik Tom sin første Fender guitar. Efter folkeskolen og en frygtelig tid på gymnasiet fulgte der en tid frem til 20-21 års alderen, hvor Tom ikke rigtigt vidste, hvad han ville bruge sin tid og sit liv på m.h.t uddannelse og arbejde.

## Mødet med H.U.G og Tommys Hysteriske Trio
Han opholdt sig en hel del i Paris, hvor han i perioder levede som gademusiker, og når han var hjemme i Danmark, havde han forskellige jobs som specialarbejder rundt om i landet. Men efter et møde med Lars H.U.G på et værtshus i Aarhus i 1979 besluttede han sig for at leve af at være professionel musiker. Lars H.U.G fortalte nemlig, at hans band, Kliché, havde fået en pladekontrakt, og det fik Tom til at indse, at tiden var inde til at gøre noget fornuftigt med sit liv. Samme aften flyttede han til Aarhus, købte sig en guitar og startede med at øve med et band, gamle venner fra Grenaa havde inviteret ham ind i. De næste mange år tog Tom alle de spillejobs, han kunne få og hans standardkommentar det år, var vist: "Øhh, hvis I mangler en bassist, så ka' I bare ringe ikk'?" Samtidig havde han sammen med nogle venner bandet, "Tommy's hysteriske Trio", et besynderligt navn til et band med 4 medlemmer! Ikke desto mindre var det et kultband i Aarhus og omegn i midtfirserne.

## Det Store Spring
I efteråret '85 tog Toms karriere et stort spring opad rangstigen, da Lars Muhls album udkommer med hittet, One More Minute, hvor Tom spiller bas – det gav ham pladsen som bassist i Lars Muhl & The Human Beings, og året efter var han for første gang med på tour på alle landets store scener. Men bandet eksisterede ikke uden for turnéen, og Tom måtte finde noget andet at bruge "ferien" på. Han var efterhånden et kendt navn i det aarhusianske rockmiljø, og inden længe kom han med i Mek Peks nye band, The Allrights. Det var så hans faste holdepunkt fra '87-'89.

## Lars Lilholt Band
Når de holdt pause, spillede han med mange andre bands bl.a På Slaget 12, og under en turné med dem lærte han så en vis Klaus Thrane at kende. Intetanende om hvem Lars Lilholt rigtig var, og at de netop stod og manglede en bassist til deres forestående turné, fortalte han altså Thrane, at han var ved at være træt af det, han lavede og trængte til luftforandring. Klaus anbefalede Lars Lilholt Band at se nærmere på Tom, og i foråret '90 inviterede de ham til en prøve, og han blev hyret som bassist samme dag.
Han forlod bandet efter sommerturnéen 2018.

## Andre solister
Tom Bilde har udover Lars Lilholt Band og På Slaget 12 også medvirket i en del andre bands og spillet med en del andre sangere som Poul Krebs, Lene Siel, Peter Belli, Ib Grønbech og mange flere.

## Diskografi
Her er det, Tom Bilde har været med i udover Lars Lilholt Band:
- The Glorious Art Of Breaking Little Girls' Hearts And Blowing Big Boys' Brains (Lars Muhl, 1986)
- King Of Croon (Lars Muhl, 1988)
- Marcoman Rollers (Stan Urban, 1986)
- Så gør vi bare som om (Mek Pek And The Alrights, 1987)
- Pigen og Trompeten (Mek Pek And The Alrights, 1988)
- Dansen, Månen og Vejen (Poul Krebs, 1993)
- Små Sensationer (Poul Krebs, 1995)
- Tre Cd'er med Lene Siel. Ukendte da ingen ved, hvad det var for nogle cd'er, men det er 2 plader samt juleplade.
- Hvor Den Handles Der Spilles (Ib Grønbech, 1993)
- Vejen Videre (Kristian Lilholt, 2005)
- Beyond The Horizon (Kristian Lilholt, 1996)
- Dalton (Dalton Trioen (Johnny Madsen, Allan Olsen og Lars Lilholt), 1993)
- Kvart i blå (Johnny Nørmølle, 2003)
- 2nR (Søren Krogh, 2004)